# Asteroide tipo G

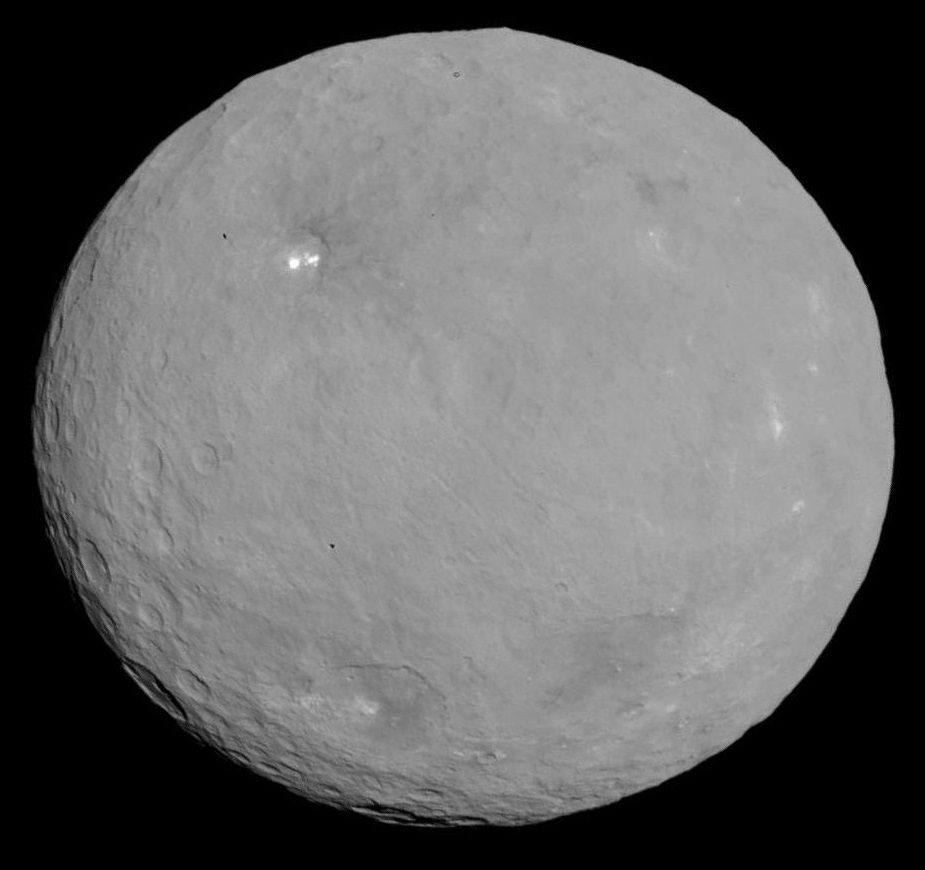
O planeta anão Ceres, é o maior objeto do tipo G

Os Asteroides tipo G são um tipo relativamente raro de asteroide carbonáceo. O asteroide mais notável desta classe é o planeta anão Ceres.

## Características
Geralmente similar aos objetos do tipo C, mas contêm uma forte característica de absorção de ultravioleta abaixo de 0,5 μm. Uma característica de absorção de cerca de 0,7 μm podem também estar presentes, o que é indicativo de filossilicato minerais tais como argilas ou a mica.
Na classificação SMASS do tipo G corresponde aos tipos Cgh e Cg, dependendo da presença ou ausência (respectivamente) da característica de absorção a 0,7 μm. O tipo G, o tipo C e alguns tipos raros às vezes são reunidos em um amplo grupo C de asteroides carbonáceos.